# Камышников, Владимир Степанович
Владимир Степанович Камышников (22 июня 1918, Малахово, Барнаульский уезд, Алтайская губерния — 20 ноября 1997, Жилино, Первомайский район, Алтайский край, Россия) — советский хозяйственный деятель, Герой Социалистического Труда.

## Биография
Родился в 1918 году в селе Малахово Косихинской волости. Член КПСС.
С 1939 года — на хозяйственной, общественной и политической работе. В 1939—1978 гг. — заведующий начальной школой села Ново-Чесноковка, красноармеец, участник Великой Отечественной войны, участник битвы под Москвой, Сталинградской битвы, участник освобождения Молдавии, Румынии, Болгарии, Венгрии, директор Жилинской школы, заместитель председателя, председатель колхоза «Красное знамя» Алтайского края.
Указом Президиума Верховного Совета СССР от 8 апреля 1971 года присвоено звание Героя Социалистического Труда с вручением ордена Ленина и золотой медали «Серп и Молот».
Почётный гражданин Алтайского края (30.10.1997).
Умер в Жилино в 1997 году.